# わが家は祇園の拝み屋さん
『わが家は祇園の拝み屋さん』（わがやはまちのおがみやさん）は、望月麻衣による日本の小説シリーズ。2016年1月より角川文庫（KADOKAWA）から刊行。表紙イラストは友風子。『B's-LOG COMIC』にて蒼崎律による漫画版が連載されていた。2022年1月時点で電子版を含めたシリーズ累計部数は100万部を記録している。
ある日突然不思議な力が覚醒し、それにより未来を見失ってしまった少女が、京都で出会ったものや人々との温かな交流を通して新たな夢を見つけ出していく成長物語。霊やあやかしが引き起こす怪奇現象の謎を解く短編集としての側面や、複雑に絡まった縁が織り成す恋物語としての側面もある。また、和菓子によるグルメ要素も含んでいる。
同作者の別作品『京都烏丸御池のお祓い本舗』シリーズと『京都寺町三条のホームズ』シリーズ（共に双葉文庫）とは同一の世界観とされている。

## あらすじ
東京に住む16歳の小春は、ある理由から中学の終わりに不登校になってしまっていた。 そんな折、京都に住む祖母・吉乃の誘いで祇園の和雑貨店「さくら庵」で住み込みの手伝いをすることに。吉乃を始め、和菓子職人の叔父・宗次朗や美形京男子のはとこ・澪人など賑やかな家族に囲まれ、小春は少しずつ心を開いていく。

## 主な登場人物
櫻井 小春（さくらい こはる）
主人公。第1巻時点で16歳。第2巻で中途編入して高校一年生となった。
中学三年までは東京に住んでいて、東京の名門高校に進学する予定だったが、ある日突然不思議な現象に悩まされるようになる。その弊害に怯えて不登校状態になっていたところ、京都に住む祖母の吉乃から「うちの店を手伝ってくれないか」と提案され、京都へやって来た。
特殊な血筋の祖父と陰陽師家系の祖母の力を強く受け継いでおり、上記の現象はその力が目覚めたことによるもの。吉乃が自分の力を活かして町の「拝み屋さん」をやっているのを見てからは、彼女のようになりたいという新たな夢を抱く。
真面目で頑張り屋だがやや控えめな性格。霊に対しては無理に祓うよりも対話を試みるなどしてなるべく優しく浄化する形を望む。澪人に密かに憧れているが、実は彼との間には本人達も今まで知らずにいたある因縁が存在する。
賀茂 澪人（かも れいと）
第1巻時点で19歳の大学二年生。吉乃の弟の孫で、小春のはとこにあたる。
賀茂忠行の子孫で陰陽師家系として続いてきた賀茂家に生まれ、その中でも近年稀に見る強大な力を持つ優秀な陰陽師。だがそれにはある秘密が隠されている。背負った力と生い立ち、そして生まれ持った完璧な美貌のせいで人間離れした雰囲気を纏っているが、成長と共に人間らしい面を見せていくようになる。本作のもう一人の主人公と言える存在。
常に京言葉で話し、振る舞いは雅で、大学では「麗しの君」と呼ばれている。幼い頃から諦め癖がついており、当初はその諦感の中で生きていたために人間味の無さが際立っていた。しかし本来の性格はとてつもなく真面目で、悩んで壁にぶつかりやすい不器用さの持ち主。
得意なスポーツは弓道と乗馬。
櫻井 宗次朗（さくらい そうじろう）
小春の叔父(父の弟)。だが「おじさん」と呼ばれることを嫌がるため、小春は「宗次朗さん」と呼んでいる。小春の父とは年齢が離れており、まだ三十代の男前。
浅草の和菓子屋に弟子入りして和菓子職人をやっていたが、現在は父(小春の祖父)が亡くなったのを機に、吉乃を一人にさせないために京都に戻り、吉乃の店で和菓子を作り販売している。だが吉乃のことは「ばーさん」と呼んで常に軽口を叩き合っている。
性格はさっぱりしていて豪快でマイペース。小春と同じく特別な力を受け継いでおり、要所で大きな働きを見せて小春や澪人を助ける。また精神的にも成熟しているため、成長途中の若き二人に度々重要な助言をする。
手製の和菓子は京都の四季に沿って作られており、食べるのが勿体ないほど美しいものから、手軽に食べられるよう工夫したものまで様々。この和菓子も小春たちの心を和ませるのに一躍かっている。
櫻井 吉乃（さくらい よしの）
小春の祖母で、宗次朗の母。京都の祇園で「さくら庵」という雑貨店を営んでいる。
力に振り回されて引きこもっていた小春を最初に救い出した。賀茂家の出身で力が強い。かつて祇園を騒がせたあやかし事件を解決して以降、霊絡みの悩みを抱えた人々を手助けする、地域に根差した「祇園の拝み屋さん」をやっている。本家からは外れた「端くれ」にも関わらず、その筋の界隈では一目置かれている。
若い頃から気性の真っ直ぐな美人であり、それは今も変わっていない。性格とは裏腹に可愛いものが大好きで、店や部屋の内装を手掛けたり、雑貨の一部も自分で手作りしている。
若宮（わかみや）
奇妙な長雨が続く7月のある日、小春の前に現れた。見た目は10歳ほどの、水干に烏帽子姿の愛らしい少年。
その正体は1000年以上前から京にいた黒龍で、本来なら滅多なことでは会えない高次の神。小春の前では少年の他、蛇や猫の姿になることもある。
小春と澪人の因縁に深く関わっている。

水原愛衣（みずはらあい）
小春の高校の同級生にして親友。霊感ゼロだがオカルト的なものが大好き。　
三善朔哉（みよしさくや）
小春の高校の同級生で除霊師。チャラくてノリが軽いが人懐っこい性格。あることがキッカケで霊感のある人間を嫌う。
賀茂和人（かもかずと）
零人の兄。優しくて穏やかな雰囲気と性格。少々ブラコン気味。霊感はなく医学を学んでいる。
安倍由里子（あべゆりこ）
安倍晴明の子孫。澪人と大学の同級生。凛とした美しい見た目とは逆に愛らしいものが大好き。
賀茂杏奈（かもあんな）
澪人と和人の姉。美人でモデル・女優活動をしている。宗次朗に好意を寄せている。
藤原千歳（ふじわらちとせ）
小春が東京で出逢った髪も肌も真っ白な不思議な少年。
コウメ
ある出来事を経て管狐から昇格した狐神。見た目は豆柴に近い。小春と仲良しになる。
コマ
狛猫。東京・浅草で出逢った三毛猫のような動物神。

## 既刊一覧

### 小説
- 望月麻衣（著） / 友風子（イラスト） 『わが家は祇園の拝み屋さん』 KADOKAWA〈角川文庫〉、全16巻
  - 『わが家は祇園の拝み屋さん』2016年1月25日初版発行（1月23日発売[4]）、ISBN 978-4-04-103796-6
  - 『わが家は祇園の拝み屋さん2 涙と月と砂糖菓子』2016年5月25日初版発行（同日発売[5]）、ISBN 978-4-04-103828-4
  - 『わが家は祇園の拝み屋さん3 秘密の調べと狐の金平糖』2016年9月25日初版発行（9月24日発売[6]）、ISBN 978-4-04-104466-7
  - 『わが家は祇園の拝み屋さん4 椿の花が落ちるころ』2017年1月25日初版発行（同日発売[7]）、ISBN 978-4-04-104983-9
  - 『わが家は祇園の拝み屋さん5 桜月夜と梅花の夢』2017年5月25日初版発行（同日発売[8]）、ISBN 978-4-04-105394-2
  - 『わが家は祇園の拝み屋さん6 花の知らせと小鈴の落雁』2017年9月25日初版発行（9月23日発売[9]）、ISBN 978-4-04-105395-9
  - 『わが家は祇園の拝み屋さん7 つながる想いと蛍火の誓い』2018年1月25日初版発行（同日発売[10]）、ISBN 978-4-04-105396-6
  - 『わが家は祇園の拝み屋さん8 祭りの夜と青い春の秘めごと』2018年5月25日初版発行（同日発売[11]）、ISBN 978-4-04-106663-8
  - 『わが家は祇園の拝み屋さん9 星の導きと今昔の都』2018年10月25日初版発行（同日発売[12]）、ISBN 978-4-04-106664-5
  - 『わが家は祇園の拝み屋さん10 黄昏時に浮かぶ影』2019年3月25日初版発行（3月23日発売[13]）、ISBN 978-4-04-106665-2
  - 『わが家は祇園の拝み屋さん11 めぐる因果と紐解かれる謎』2019年9月25日初版発行（9月21日発売[14]）、ISBN 978-4-04-108290-4
  - 『わが家は祇園の拝み屋さん12 つなぐ縁と満月に降る雨』2020年3月25日初版発行（3月24日発売[15]）、ISBN 978-4-04-108291-1
  - 『わが家は祇園の拝み屋さん13 秋の祭りと白狐の依頼』2020年10月25日初版発行（10月23日発売[16]）、ISBN 978-4-04-109305-4
  - 『わが家は祇園の拝み屋さん14 渓谷に散る紅葉と陰陽師の憂鬱』2021年9月25日初版発行（9月18日発売[17]）、ISBN 978-4-04-109306-1
  - 『わが家は祇園の拝み屋さん15 それぞれの未来と変わらぬ想い』2022年2月25日初版発行（2月22日発売[18]）、ISBN 978-4-04-112196-2
  - 『わが家は祇園の拝み屋さんEX 愛しき回顧録』2022年9月25日初版発行（9月21日発売[19]）、ISBN 978-4-04-112867-1

### 漫画
- 望月麻衣（原作） / 友風子（キャラクター原案） / 蒼崎律（作画） 『わが家は祇園の拝み屋さん』 KADOKAWA〈B's-LOG COMICS〉、全5巻
  1. 2018年10月1日発売[20]、ISBN 978-4-04-735361-9
  2. 2019年4月1日発売[21]、ISBN 978-4-04-735511-8
  3. 2020年4月1日発売[22]、ISBN 978-4-04-736056-3
  4. 2021年9月1日発売[23]、ISBN 978-4-04-736541-4
  5. 2022年12月1日発売[24]、ISBN 978-4-04-737268-9